# Nele Aring
Pour les articles homonymes, voir Aring.
Nele Aring née le 4 janvier 1997, est une joueuse allemande de hockey sur gazon.

## Carrière
Elle a fait ses débuts en équipe première le 6 mars 2019 contre la Chine à Changzhou lors de la Ligue professionnelle 2019.